# Дуб С.П. Супруна
Дуб С. П. Супруна — ботанічна пам'ятка природи місцевого значення в Україні. Об'єкт природно-заповідного фонду Сумської області.
Розташована у с. Річки Білопільського району Сумської області, навпроти будинку культури на розі вулиці Центральна та Шкільна.
Площа — 0,03 га. Статус надано Рішенням Сумської обласної ради від 04.08.2006 року. Перебуває у віданні Річківської сільської ради.
Охороняється унікальне вікове дерево дуба звичайного, назване на честь двічі героя Радянського Союзу Степана Павловича Супруна.